# Ferrari 250 GT SWB Breadvan
Als Ferrari 250 GT SWB Breadvan wird ein geschlossener Rennwagen bezeichnet, den Giotto Bizzarrini 1962 für das venezianische Motorsportteam Scuderia Serenissima konstruierte. Das Auto ist ein Einzelstück. In technischer Hinsicht ist es eine Sonderversion des in kleiner Serie produzierten Ferrari 250 GT Berlinetta SWB, war aber kein Bestandteil der offiziellen Ferrari-Modellpalette und jahrzehntelang von Ferrari nicht anerkannt. Der durch die britische Presse etablierte Beiname „Breadvan“ nimmt auf die ungewöhnliche Form des Fahrzeughecks Bezug. Der Wagen sollte mit dem neu entwickelten Ferrari 250 GTO konkurrieren. Beide Autos traten allerdings nur einmal direkt gegeneinander an. Die Rennerfolge des „Breadvan“ blieben hinter denen zeitgenössischer Werks-Ferraris zurück. Siege erzielte er bei Sportwagenrennen nicht.

## Entstehungsgeschichte
Ferrari baute ab 1953 neben den straßentauglichen Gran Turismos 250 GT, 250 GT Coupé und 250 GT 2+2 regelmäßig auch betont sportlich ausgerichtete Fahrzeuge, die im Alltag wie auch auf der Rennstrecke eingesetzt werden konnten. Hierzu gehörten der 250 GT Berlinetta LWB (1955 bis 1959) und sein Nachfolger 250 GT Berlinetta SWB, von dem es ab 1961 eine noch weiter leistungsgesteigerte Version mit der inoffiziellen Bezeichnung 250 GT Berlinetta SWB SEFAC Hot Rod gab. Sie war das Bindeglied zwischen den Sport-Berlinettas der 1950er-Jahre und dem ab 1962 verfügbaren 250 GTO. Mit den SEFAC Hot Rods gingen in den frühen 1960er-Jahren zahlreiche Privatfahrer und -teams bei Sportwagenrennen an den Start.
In diese Zeit fällt die Entstehung des 250 GT SWB „Breadvan“. Sie ist mittelbare Folge einer als Palastrevolution bekannt gewordenen Auseinandersetzung innerhalb der Führungsebene Ferraris aus dem Oktober 1961, in deren Folge Enzo Ferrari mit Giotto Bizzarrini (Direktor der Prototypenentwicklung), Carlo Chiti (Entwicklungschef) und Girolamo Gardini (Vertriebsleiter) einige zentrale Funktionsträger entließ. Bizzarrini, Chiti und Gardini gründeten daraufhin Ende 1961 das Unternehmen Automobili Turismo e Sport (ATS), das Ferrari Konkurrenz machen sollte. Vorübergehend war auch der italienische Adlige Conte Giovanni Volpi di Misurata an dem Projekt beteiligt, der zu dieser Zeit den Rennstall Scuderia Serenissima unterhielt. Volpi finanzierte A.T.S. kurzzeitig, beendete die Beziehung aber bereits nach wenigen Wochen wieder. Als er für die Saison 1962 Ferraris neuen Rennsportwagen 250 GTO bestellen wollte, lehnte Enzo Ferrari die Belieferung der Scuderia Serenissima wegen Volpis Engagement beim Konkurrenten ATS ab. Zwar erhielt Volpi auf Umwegen letztlich doch noch einen GTO; gleichwohl beschloss er, mit Blick auf das 24-Stunden-Rennen von Le Mans 1962 ein eigenes Rennauto als GTO-Konkurrenten bauen zu lassen. Daraus wurde der „Breadvan“.

## Beschreibung
Die Entwicklung des Serenissima-Autos übernahm Giotto Bizzarrini; beteiligt waren außerdem Piero Drogo und sein Unternehmen Carrozzeria Sports Cars aus Modena. Bizzarrini griff auf einen 1961 hergestellten Ferrari 250 GT Berlinetta SWB SEFAC Hot Rod zurück (Chassisnummer 2819GT), mit dem Olivier Gendebien und Lucien Bianchi die Tour de France für Automobile 1961 als Gesamt-Zweite beendet hatten. Das Fahrgestell dieser Berlinetta wurde die Grundlage des Serenissima-Autos. Das Chassis und die Antriebstechnik blieben unverändert, allerdings erhielt der Wagen eine gänzlich neue Karosserie.

### Fahrwerk
Das Chassis des „Breadvan“ entspricht dem des serienmäßigen Ferrari 250 GT Berlinetta SWB SEFAC Hot Rod. Es trägt die werksinterne Bezeichnung Tipo 593/61. Es besteht aus einem Rohrrahmen aus ovalen Stahlrohren. Wie bei den SEFAC-Hot-Rod-Versionen des Berlinetta SWB üblich, haben die Rohre, aus denen der Rahmen zusammengeschweißt ist, eine geringere Wandstärke als die normalen Competizione- und Lusso-Varianten. Auf dem Chassis ist das Rohrskelett der Karosserie aufgesetzt. Der Radstand beträgt 2400 mm. Die vorderen Räder sind einzeln an doppelten Dreiecksquerlenkern aufgehängt, es gibt Schraubenfedern mit hydraulischen Teleskopstoßdämpfern und einen Stabilisator. Hinten befindet sich eine Starrachse. Sie wird mit halbelliptischen längsliegenden Blattfedern gefedert. Dazu sind Längslenker und hydraulische Teleskopstoßdämpfer eingebaut.

### Motor
Im „Breadvan“ ist die bis dahin leistungsstärkste Variante jenes Colombo-Zwölfzylindermotors eingebaut, der ab 1953 alle Mitglieder der Ferrari-250-Familie antrieb. Dabei handelt es sich um die 1960 vorgestellte Ausbaustufe Tipo 168, die 1961 für den Ferrari 250 GT Berlinetta SWB SEFAC Hot Rod noch ein weiteres Mal überarbeitet wurde. Der V12-Motor hat einen Hubraum von 2953 cm³ (Bohrung × Hub: 73 × 58,8 mm). Der Zylinderbankwinkel beträgt 60 Grad. Jede Zylinderreihe hat eine obenliegende Nockenwelle, die von einer Kette angetrieben wird. Für jeden Zylinder gibt es ein Ein- und ein Auslassventil. Die Gemischaufbereitung übernehmen sechs Doppelvergaser von Weber (Typ 38DCN). Die Verdichtung beträgt 9,7 : 1. Die Motorleistung wird mit 293 PS (216 kW) angegeben. Die gleiche Konstruktion findet sich im Ferrari 250 GTO, dort allerdings mit nochmals 10 PS (7 kW) höherer Motorleistung.
Bizzarrini übertrug den serienmäßigen Motor des GT Berlinetta SWB SEFAC Hot Rod unverändert in den „Breadvan“. Allerdings ist der Motor im Vergleich zum 250 GTO um 12 cm weiter zur Fahrzeugmitte hin positioniert; er befindet sich komplett hinter der Vorderachse. Die Kraftübertragung erfolgt über ein handgeschaltetes Vierganggetriebe. Damit unterscheidet sich der „Breadvan“ vom 250 GTO, der bereits ein Getriebe mit fünf Vorwärtsgängen hat.

### Karosserie

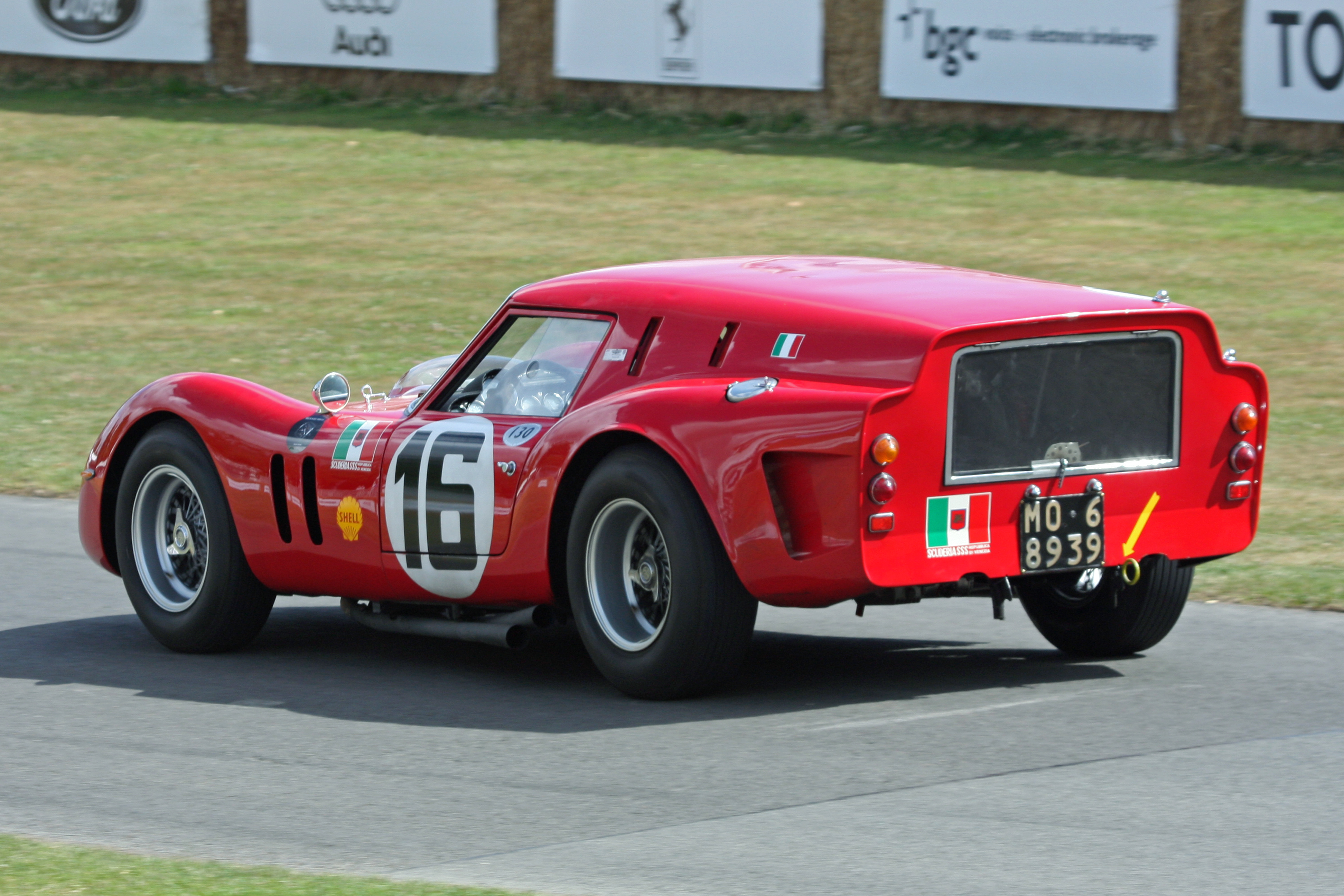
Lieferwagenartiger Aufbau: Ferrari 250 GT SWB „Breadvan“

Der Aufbau des „Breadvan“ ist ein Entwurf von Giotto Bizzarrini und Piero Drogo. Besonderes Merkmal ist neben der sehr geringen Höhe das annähernd waagerecht auslaufende Dach, das an einem senkrecht abfallenden Heck endet. Hinten ist eine Klappe aus Plexiglas installiert. Bizzarrini und Drogo wählten diese kombiartige Form aus aerodynamischen Gründen; sie setzten damit das Konzept des Kamm-Hecks um. Die Form war der Grund für den inoffiziellen Beinamen „Breadvan“ bzw. – im französischen Sprachraum – „Cammionette“ (kleiner Lieferwagen). Mit 935 kg – nach anderen Quellen 910 kg – war der „Breadvan“ noch leichter als die serienmäßige Berlinetta.

### Produktion
Der Ferrari 250 GT Breadvan wurde im Karosseriewerk Neri e Bonacini in Modena aufgebaut.

## Renneinsätze
Die Scuderia Serenissima meldete den „Breadvan“ erstmals zum 24-Stunden-Rennen von Le Mans 1962 für Carlo-Maria Abate und Colin Davis. Die Meldung erfolgte in der Klasse GT 3.0, in der auch die privat gemeldeten Ferrari 250 GTO von Pierre Noblet und Jean Guichet (Team Noblet) sowie Léon Dernier und Jean Blaton (Équipe Nationale Belge) antraten. Im Rennen blieb der „Breadvan“ vor den beiden GTO, fiel dann aber nach 30 Runden mit einem technischen Defekt aus. Noblet und Guichet hingegen beendeten das Rennen im 250 GTO und wurden als Gesamtzweite zugleich Klassensieger, Dernier und Blaton Gesamtdritte.
Für den „Breadvan“ folgten im Sommer 1962 ein vierter Platz bei der britischen Guards Trophy und ein dritter Gesamtrang für Colin Davis und Ludovico Scarfiotti beim 1000-km-Rennen von Paris 1962.
Unklar ist, ob der „Breadvan“ bei einem Bergrennen im August 1962 im Schweizerischen Villars-sur-Ollon einen Klassensieg erzielte. Einige Quellen bestätigen das, andere gehen davon aus, dass Carlo-Maria Abate bei dieser Veranstaltung einen 250 GTO fuhr.

## Verbleib
Nach der Auflösung der Scuderia Serenissima behielt Volpi den Wagen zunächst. Vorübergehend verlieh er den „Breadvan“ an den damaligen Fiat-Chef Gianni Agnelli, der ihn schwarz lackieren ließ, um den Eindruck eines Leichenwagens zu erwecken. Ende 1965 verkaufte Volpi das Auto. Es ging in den folgenden 50 Jahren durch zahlreiche Hände und erfuhr einige Änderungen, bevor es ab 2005 aufwendig restauriert und optisch auf den Stand von Juni 1962 gebracht wurde. Gelegentlich wird das Auto bei historischen Rennveranstaltungen eingesetzt. 2015 kam es bei einem Lauf im britischen Goodwood zu einem Unfall, bei dem der Wagen einige Schäden erlitt.